# Chaînon Mahoosuc
Le chaînon Mahoosuc (anglais : Mahoosuc Range) est un chaînon du nord des montagnes Blanches dans le Maine et le New Hampshire, aux États-Unis.